# Zastava Indonezije
Zastava Indonezije, poznata kao Sang Merah Putih na indonezijskom, iako postoji još od 13. stoljeća, službeno je usvojena 17. kolovoza 1945., i od tada nije mijenjana. Zastava se sastoji od dviju vodoravnih pruga - gornje crvene i donje bijele. Boje su tradicionalne indonežanske i koristila ih je kraljevska dinastija u 13. stoljeću.
Postoji i tradicionalno objašnjenje boja zastave: crvena predstavlja krv palih za nezavisnost, a bijela čistoću. 
Zastava Indonezije slična je zastavi Monaka, koja koristi iste boje u drugačijim razmjerima, te zastavama Poljske i Singapura.

## Vanjske poveznice
- Flags of the World